# Har Šani
Har Šani (hebrejsky: הר שני) je vrch o nadmořské výšce 894 metrů v jižním Izraeli, v pohoří Harej Ejlat.
Nachází se cca 17 kilometrů severozápadně od města Ejlat, přímo na mezistátní hranici mezi Izraelem a Egyptem. Má podobu výrazného odlesněného skalního masivu, jehož svahy spadají do hlubokých údolí, jimiž protékají vádí. Zejména jde o široké údolí vádí Nachal Šani na jižní straně. Krajina v okolí hory je členěna četnými skalnatými vrchy jako Har Nešef na jihu. Podobný ráz má i krajina na západ od hory, na egyptském území (na Sinajském poloostrově). Po východních svazích hory vede izraelská hraniční silnice číslo 12.